# ACF Milan 82
ACF Milan 82 – włoski klub piłki nożnej kobiet, mający siedzibę w mieście Mediolan, na północy kraju.

## Historia
Chronologia nazw:
- 1982: A.C.F. Milan 82 Bresso
- 1986: A.C.F. Milan 82 Frigerio
- 1987: A.C.F. Milan 82
- 1991: A.C.F. Milan 82 Salvarani
- 1994: A.C.F. Milan 82

Klub piłkarski A.C.F. Milan 82 Bresso został założony w mieście Mediolan (dzielnica Bresso) w 1982 roku. W 1982 zespół startował w mistrzostwach regionalnych Serie C lombarda. W 1985 debiutował w Serie B, gdzie zajął drugie miejsce w grupie B. W następnym sezonie 1985/86 znów był drugim w grupie B, ale tym razem zdobył promocję do Serie A. Przed startem sezonu 1986/87 pozyskał sponsora firmę Pellicce Frigerio, w związku z czym nazywał się A.C.F. Milan 82 Frigerio. W sezonie 1989/90 osiągnął pierwszy swój sukces, zdobywając Puchar kraju, a po dwóch latach swój pierwszy tytuł mistrzowski. Od 1991 klub miał w swojej nazwie przystawkę sponsora - A.C.F. Milan 82 Salvarani. Sezon 1993/94 zakończył na spadkowej 14.pozycji i spadł do Serie B. Jednak klub zrezygnował z dalszych występów i został rozwiązany.

## Stadion
Klub rozgrywa swoje mecze domowe na stadionie Campo Sportivo Comunale w Mediolanie, który może pomieścić 1000 widzów.

## Sukcesy

### Trofea międzynarodowe
Nie uczestniczył w rozgrywkach europejskich (stan na 01-01-2017).

### Trofea krajowe
- Serie A (I poziom):
  - mistrz (1): 1991/92
  - wicemistrz (1): 1992/93

- Puchar Włoch:
  - finalista (1): 1989/90